# 日本ダイヤモンド
日本ダイヤモンド株式会社（にっぽんダイヤモンド、英文名称NIPPON DIAMOND Co.,Ltd.）は、アスファルトやコンクリートの切削に用いる土木建設用工具の製造販売を行う企業。社名が示すとおりダイヤモンド超硬工具を主力としているが、宝飾品としてのダイヤモンドは取り扱っていない。

## 沿革
- 1917年 （大正6年）- 小林豊造により、日本初のダイヤモンド工具専門会社として東京の銀座で資本金50万円にて設立される[1]。当時の日本国内にはダイヤモンドを加工する技術がなかったため、ドイツやベルギーの製品を輸入していた。
- 1935年（昭和10年）頃 - 宝飾品加工用を中心とした精密工具の開発に着手（現在は精密工具事業からは撤退）。
- 1942年（昭和17年）- 第二次世界大戦時において海軍指定工場に認定される[1]。
- 1973年（昭和48年）- コンクリートカッターを開発、土木・建設用工具事業に参入する。
- 1980年（昭和55年）- 通産省から道路用ブレードの委託研究を受託する[1]。
- 1993年（平成5年）- 三菱マテリアルが完全子会社化する[1]。
- 2010年（平成22年）- 経営陣によるマネジメント・バイアウトによって三菱マテリアルから独立する[1]。窯業・耐火物市場、産業用工具市場に本格的に進出する[1]。
- 2012年（平成24年）- 三菱マテリアルからダイヤモンドホイール事業の譲渡を受け[2]、いわき工場にてメタル、レジン、ビトリファイドボンド及び電着製品の生産を開始する[1]。
- 2013年（平成25年）‐いわき工場ISO9001、ISO1400　登録内容変更。
- 2015年（平成27年）‐コンクリートコーリング社が資本参加し業務提携を締結。
- 2018年（平成30年）‐SKダイヤ社の販売部門を譲受し、羽生工場にて土木建築用工具と耐火物用工具の生産を開始。

## 事業所
- 本社・横浜工場 - 神奈川県横浜市都筑区佐江戸町686-1
- 東日本支店・羽生工場 - 埼玉県羽生市大字下川崎432
- 大阪支店 - 大阪府吹田市内本町2-21-8
- 仙台営業所 - 宮城県仙台市宮城野区扇町7-3-16
- 名古屋営業所 - 愛知県名古屋市名東区丁田町36 上社メゾン井筒1階
- 福岡営業所 - 福岡県福岡市博多区東雲町3-3-1 第5入江ビル東雲弐番館601号
- いわき工場 - 福島県いわき市泉町黒須野字江越246-1